# تپه پنبه حیدر
تپه پنبه حیدر مربوط به عصر مس - دوره اشکانیان - دوره سلوکیان - دوره ساسانیان است و در شهرستان نهاوند، بخش مرکزی، دهستان گاماسیاب، ۶۵۰ متری از ضلع غربی روستای پنبه حیدر واقع شده و این اثر در تاریخ ۲۵ آبان ۱۳۸۷ با شمارهٔ ثبت ۲۳۶۸۲ به‌عنوان یکی از آثار ملی ایران به ثبت رسیده است.